# مقاطعة كاشمر
مقاطعة كاشمر (بالفارسية: شهرستان کاشمر) هي إحدى مقاطعات محافظة خراسان الرضوية في إيران. كان عدد سكان المقاطعة سنة 2016 حوالي 168,664 نسمة.

## المعالم الوطنية
- تل جن
- تل دزد
- الجامع الكبير كاشمر
- خان أمين التجار
- صهريج فروتقة
- ضريح إفتخار التجار
- ضريح السيد إسماعيل نبوي
- ضريح حسن المدرس
- طاحونة مائية جردوك
- طاحونة مائية طلا أباد
- قلعة ريغ
- قلعة كهنة زندة جان
- مدرسة الحاج سلطان العلماء
- مرقد حمزة الكاظم (كاشمر)
- مرقد مرتضى الكاظم
- مسجد حاجي جلال
- مقبرة دشت طلا أباد
- منزل أحمد بناه
- منزل دانش
- يخجال كاشمر